# Ugovor o miru s Italijom iz 1947. godine
Ugovor o miru s Italijom je, kao jedan od Pariških ugovora o miru nakon Drugog svjetskog rata potpisan 10. veljače 1947. godine. Sile pobjednice - Albanija, Australija, Belgija, Brazil, Bjeloruska SSR, Republika Kina, Čehoslovačka, Etiopija, Francuska, Grčka, Nizozemska, Novi Zeland, Poljska, Južna Afrika, Sovjetski Savez, Ukrajinska SSR, Ujedinjeno Kraljevstvo, Sjedinjene Američke Države i Jugoslavija - njime i službeno završile neprijateljstva s Italijom i uredile međusobne odnose povodom rata u kojem su se talijanske vojne snage protiv njih borile do Kapitulacije Italije 1943. godine - te gdje su ratne operacije protiv njemačkog Trećeg Reicha i snaga Talijanske Socijalne Republike vodile sve do kapitulacije Njemačke u svibnju 1945. godine.
Četiri zemlje pobjednice su od Italije preuzele dijelove teritorija: Grčka je preuzela Rod i druge otoke Dodekaneza s oko 130 tisuća stanovnika, Francuska je preuzela općine Briga i Tenda u području iznad Nice s nekih 5 tisuća ljudi, a Jugoslavija je preuzela slovensku i hrvatsku Istru, Rijeku, Zadar, otoke Cres, Lošinj, Lastovo, Palagružu i još neke manje otoke, u kojima je do rata živjelo nešto manje od 400 tisuća stanovnika. Albanija je preuzela nenastanjeni otok Sazan u Otrantskim vratima. Bilo je predviđeno pravo stanovnika preuzetih područja da odaberu talijansko državljanstvo, uz obvezu da se u takvom slučaju isele. Na područjima koja je preuzela Jugoslavija je takvih optanata bilo mnogo: 1947. godine je iseljavanje uzelo tako velikog maha, da se govori o Istarskom egzodusu.
Kao kompromisno rješenje za područje oko grada Trsta, bio je ospostavljen Slobodni teritorij Trsta, kao međunarodno priznata državica.
U članku 74. bila je određena naknada ratne štete koju se Italija obvezala platiti: Jugoslaviji je trebalo biti plaćeno 125 milijuna američkih dolara, Grčkoj 105 milijuna, Sovjetskom Savezu 100 milijuna, Etiopiji 25 milijuna i 5 milijuna Albaniji.
Ugovorom je bila ograničena veličina talijanskih vojnih snaga, čije su kopnene snage su, bez Karabinjera kao vojne postrojbe s policijskim zadaćama, smjele imati do 185 tisuća ljudi. Ograničen je broj tenkova i borbenih aviona na po 200. Ratna mornarica je smjela imati do 25 tisuća pripadnika, a dio predratne ratne flote je Italija morala predati silama pobjednicama.
Na područjima koja su između dva svjetska rata bila pod vlašću Italije, poduzimane su mnoge propagandne aktivnosti i javne demonstracije, kako bi se ohrabrilo Slovence i Hrvate u zahtjevu za pripojenje tih područja Sloveniji i Hrvatskoj (kao, tada, dijelovima Jugoslavije) i ukazalo međunarodnoj zajednici kako nisu posrijedi tek zahtjevi jugoslavenskih vlasti.
Italija je ugovor ratificirala 4. rujna 1947. godine, uz unutarnjopolitičke razmirice koje su se u velikom dijelu ticale pitanja teritorija koje je preuzela Jugoslavija. Bilježi se da je premijer Talijanske Republike Alcide de Gasperi pred parlamentom održao 31. srpnja 1947. godine govor u kojemu prepuštanje tih područja naziva nepravdom koju su Italiji nametnuli pobjednici i koja tjera Talijane u izbjeglištvo. Na tom mjestu je njegov govor prekinuo dugotrajni pljesak članova parlamenta, koji su se ustali na noge. Italija je u to vrijeme pokrenula veliku propagandnu kampanju pozivajući Talijane da u što većem broju napuste područje prepušteno Jugoslaviji, vjerojatno želeći svojim saveznicima dokazati nepravdu koja joj je počinjena i kontestirati svoj zahtjev da joj se teritorij vrati, možda u nekom skorom razračunavanju s Istočnim blokom. Zahvaljujući u znatnoj mjeri izrazito teškim uvjetima života stanovništva u komunističkoj Jugoslaviji krajem 1940.-ih i početkom 1950.-ih godina, napustilo je u Istarskom egzodusu preuzeta područja oko 250 tisuća stanovnika (nakon što je gotovo pola stanovništva bilo ta područja napustilo pod pritiskom talijanskih vlasti u razdoblju nakon Prvog svjetskog rata, uz istodobno doseljavanje novih oko 15% ukupnog stanovništva iz Italije) među kojima i znatan broj Slovenaca i Hrvata, koji su u znatnom broju samo nastavili emigraciju u prekomorske zemlje.
Odnosi između Italije i Jugoslavije, nakon što su se s godinama uspostavile dosta jake trgovinske veze, dovedeni su na dobru razinu tek sklapanjem Osimskog ugovora iz 1975. godine, kojim je ukinut Slobodni teritorij Trsta, a u tom gradu je vlast talijanske države zamijenila dotadašnju anglo-američku vojnu upravu. Nakon što se Jugoslavija raspala, nisu zabilježene poteškoće u odnosima prema Sloveniji i Hrvatskoj, kao sljednicama Jugoslavije u pogledu područja preuzetih od Italije nakon Drugog svjetskog rata.